# Рогулиці
Рогулиці (пол. Rogulice) — село в Польщі, у гміні Гура-Свентей-Малгожати Ленчицького повіту Лодзинського воєводства. Населення — 23 особи (2011).
У 1975—1998 роках село належало до Плоцького воєводства.

## Демографія
Демографічна структура станом на 31 березня 2011 року:
|          | Загалом | Допрацездатний вік | Працездатний вік | Постпрацездатний вік |
| -------- | ------- | ------------------ | ---------------- | -------------------- |
| Чоловіки | 11      | 0                  | 7                | 4                    |
| Жінки    | 12      | 2                  | 3                | 7                    |
| Разом    | 23      | 2                  | 10               | 11                   |